# Barbula soaresii
Barbula soaresii là một loài Rêu trong họ Pottiaceae. Loài này được (Luisier) Podp. mô tả khoa học đầu tiên năm 1954.